# نهائي كأس إيطاليا 2012
نهائي كأس إيطاليا 2012 هي المباراة النهائية من منافسة كأس إيطاليا 2011–12، أقيمت المباراة في 20 مايو 2012، في ملعب أولمبيكو، بين فريقي يوفنتوس، ونادي نابولي، وفاز فيها نادي نابولي، بعد أن هزم يوفنتوس، بنتيجة 0 - 2، وكان حكم المباراة Christian Brighi ‏، وحضر المباراة 60000 شخصاً.

## تفاصيل المباراة
لعبت المباراة النهائية في 20 مايو 2012.
| يوفنتوس | 0 -2 | نادي نابولي                                     |
| ------- | ---- | ----------------------------------------------- |
|         |      | إدينسون كافاني 63 ' (ركلة.) · ماريك هامشيك 83 ' |